# Kungsåra landskommun
Kungsåra landskommun var en tidigare kommun i Västmanlands län.

## Administrativ historik
Kommunen bildades i Kungsåra socken i Siende härad i Västmanland när 1862 års kommunalförordningar trädde i kraft.
Vid kommunreformen 1952 bildade den storkommun då förutvarande Björksta landskommun, Irsta landskommun, Kärrbo landskommun och Ängsö landskommun lades samman med Kungsåra.
1967 uppgick landskommunen i Västerås stad och området ingår sedan 1971 i Västerås kommun.

### Kyrklig tillhörighet
I kyrkligt hänseende tillhörde kommunen Kungsåra församling. Den 1 januari 1952 tillkom församlingarna Björksta, Irsta, Kärrbo och Ängsö.

## Geografi
Kungsåra landskommun omfattade den 1 januari 1952 en areal av 196,18 km², varav 195,13 km² land.

### Tätorter i kommunen 1960
| Tätort           | Folkmängd |
| ---------------- | --------- |
| Ullvi            | 476       |
| Orresta, del ava | 178       |

Tätortsgraden i kommunen var den 1 november 1960 24,6 procent.

## Politik

### Mandatfördelning i valen 1950-1962
| 16 | 13 | 5 |  |

| 33 |

| 16 | 10 | 6 | 3 |

| 31 |

| 15 | 10 | 5 | 5 |

| 31 |

| 17 | 9 | 5 | 4 |

| 31 |